# Antipterna spathulata
Antipterna spathulata es una especie de mariposa de la familia Oecophoridae.
Fue descrita científicamente por Turner en 1944.